# Rhinolophus mabuensis
Rhinolophus mabuensis — вид рукокрилих родини Підковикові (Rhinolophidae).

## Етимологія
|  | Ми вибрали видовий епітет, щоб привернути увагу до серйозних загроз унікальному біорізноманіттю, ізольованих на гірських лісових островах у північному Мозамбіку - зокрема, гір Мабу та Інаго. Жодна з цих форм рельєфу не лежить в межах офіційно охоронюваних районів і всі вони проходять серйозну деградацію середовища проживання і руйнування від зростаючої діяльності людини - полювання, пожежі, лісозаготівельні та розширення сільського господарства. |

## Опис
Середнього розміру, з довжиною передпліччя між 66 і 69 мм. Зовні цей вид дуже схожий на Rhinolophus hildebrandti. Нижня губа має один паз. Видає УЗ цикл високої й постійної частоти 38 кГц.

## Поширення
Цей вид обмежується північчю Мозамбіку. Живе в гірських і субгірських лісах між 550 і 1000 метрів над рівнем моря.